# Sphinctomyrmex myops
Sphinctomyrmex myops é uma espécie de formiga do gênero Sphinctomyrmex.